# Luggmalar
Luggmalar (Tischeriidae) är en familj i insektsordningen fjärilar. 

## Kännetecken
Luggmalar är små fjärilar med ett vingspann på mellan 6 och 11 millimeter för de nordiska arterna. Bakvingarna är smala med långa vingfransar. Huvudet har fjäll som ser ut som en pannlugg. Antennerna är trådformade med en längd på ungefär tvåtredjedelar av framvingens längd. När den sätter sig håller den framdelen av kroppen upplyft vilket gör att de liknar styltmalar. Larven är tillplattad, ljusgrön eller ljusgul med mörkt huvud och högst 6 millimeter lång. 

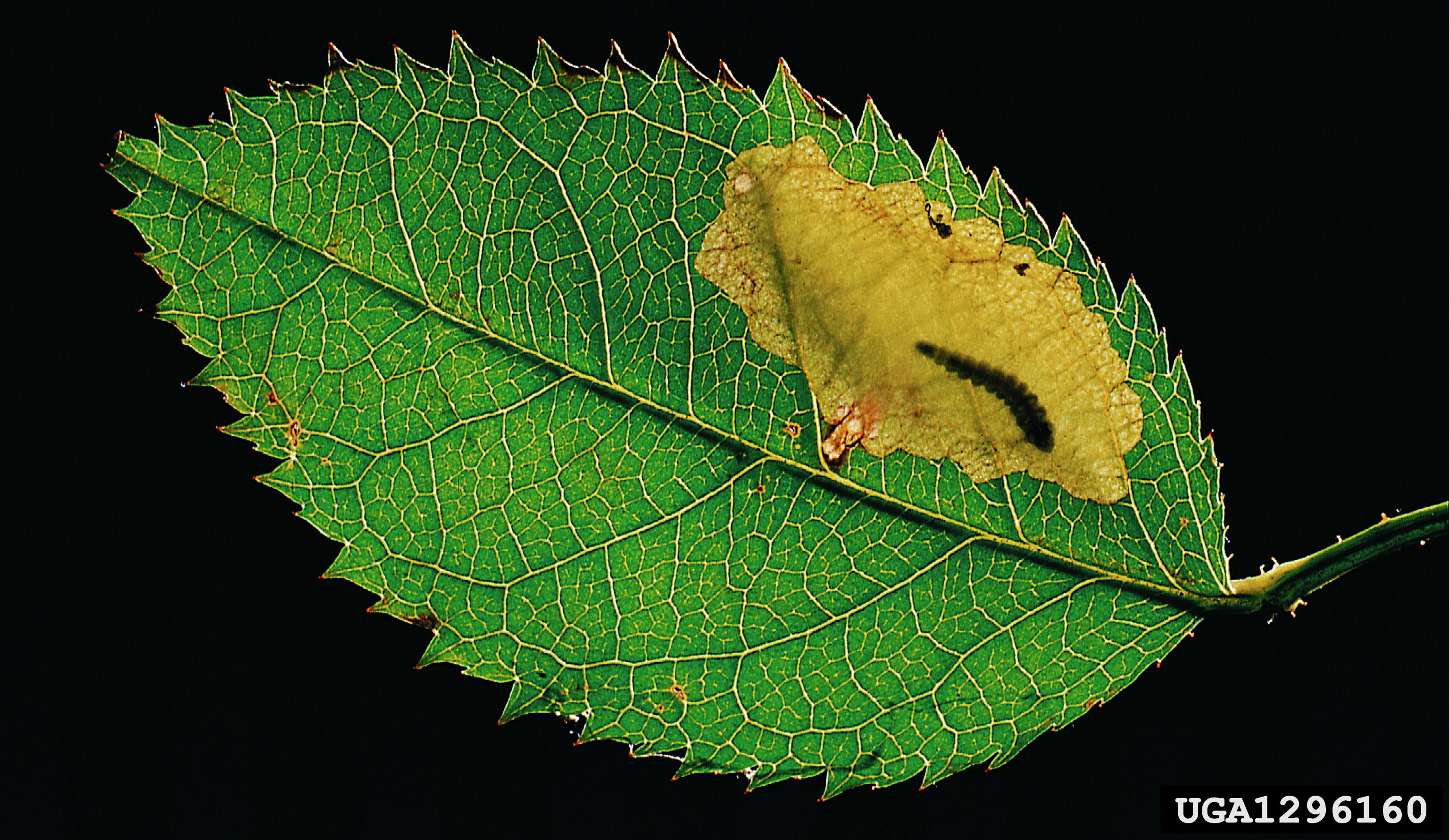
Larv av nyponluggmal (Coptotriche angusticollella) i sin mina.

## Levnadssätt
Honan lägger äggen ett och ett på ovansidan av blad, i Norden på ekar eller rosväxter. Larven lever som minerare och gör en tydlig fläckmina på bladen. Larven lämnar inga exkrementer i minan, dessa släpper den istället i ett litet hål som den gjort i bladet. Larven gör en kokong i minan som den övervintrar i. Den förpuppas på våren och fjärilen kläcks på försommaren.

## Systematik
Luggmalar är den enda familjen i överfamiljen Tischerioidea. Familjen har cirka 80 arter i 2 släkten. 

## Arter i Sverige
I Sverige finns 6 arter.
- större ekluggmal (Tischeria ekebladella)
- mindre ekluggmal (Tischeria dodonaea)
- brämluggmal (Coptotriche marginea)
- björnbärsluggmal (Coptotriche heinemanni)
- slånluggmal (Coptotriche gaunacella)
- nyponluggmal (Coptotriche angusticollella)